# Покумина
Покумина (латыш. Pokumina) — населённый пункт в Лудзенском крае Латвии. Входит в состав Цирмской волости. Рядом с селом проходит европейский маршрут E 22. Расстояние до города Лудза составляет около 13 км. По данным на 2017 год, в населённом пункте проживало 20 человек.

## История
В советское время населённый пункт был центром Цирмского сельсовета Лудзенского района. В 1980-х годах действовала школа.